# هاگاکوره

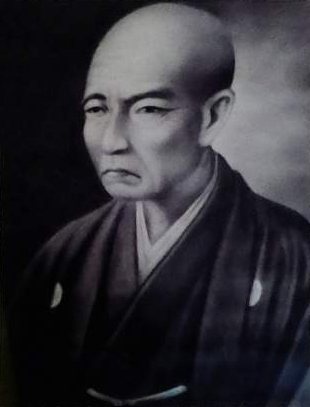
یاماموتو تسونه‌تومو. هاگاکوره، بر اساس مجموعه شرح‌هایی نوشته شده‌است که تسوراموتو تاشیرو، آن‌ها را در گفتگوهایی که با تسونه‌تومو داشته، گردآوری کرده‌است.

هاگاکوره (کیوجیتای: 葉隱، شینجیتای: Hagakure 葉隠) (به معنای پنهان شده میان برگ‌ها یا برگ‌های پنهان) یا هاگاکوره کیکیگاکی (Hagakure Kikigaki 葉隠聞書) کتاب راهنمایی عملی و روحانی برای یک جنگجو است، که بر اساس مجموعه شرح‌های نوشته شده توسط یک سامورایی به نام یاماموتو تسونه‌تومو که یکی از ملازمان سابق نابه‌شیما میتسوشیگه، سومین حکمران منطقه‌ای که امروزه در ژاپن، استان ساگا نامیده می‌شود– نگارش یافته‌است. تسوراموتو تاشیرو، مجموعه شرح‌های مندرج در این کتاب را در گفتگوهایی که با تسونه‌تومو در سال‌های ۱۷۰۹ تا ۱۷۱۶ میلادی داشته، گردآوری کرده‌است؛ با این حال، این مجموعه، تا سال‌های پس از آن انتشار نیافت. کتاب هاگاکوره، با عناوینی همچون کتاب سامورایی، قطعات ادبی نابه‌شیما و قطعات ادبی هاگاکوره نیز شناخته می‌شود.

## محتوای کتاب
این کتاب، حاوی دیدگاه‌های تسونه‌تومو در مورد بوشیدو و رموز سلحشوری یک سامورایی است. در هاگاکوره اظهار شده‌است که بوشیدو در واقع «طریقه مردن» یا زندگی کردن با این طرز فکر است که فرد، از پیش مرده‌است و این که یک سامورایی برای این که ارادت خود را نسبت به امیر خویش ثابت کند، باید در هر لحظه‌ای مشتاق مرگ باشد. اشاره تسونه‌تومو به این موضوع که «طریقت سلحشوری، مردن است»، در واقع تمایل به قربانی شدن می‌باشد که در بوشیدو نیز آمده‌است.
کتاب هاگاکوره دربارهٔ اراده است؛ اگرچه ادبیات متفاوتی دارد و در موقعیت اجتماعی و فرهنگی متفاوتی نوشته شده‌است.
برای سخن گفتن در مورد هاگاکوره شاید بهتر آن باشد ابتدا بگوییم، هاگاکوره چگونه کتابی نیست؛ هاگاکوره، فلسفهای کامل، چه به معنای کتابی مشتمل بر براهین عقلانی یا منطقی و چه از منظر موضوع و محتوا، نیست. برعکس، هاگاکوره سرشار از گرایش‌های ضدعقلانی است و کتاب که در واقع چکیدهٔ گفتگوهای یاماموتو تسونه‌تومو و راهبی جوان در طول هفت سال است، موضوعات بسیار متنوعی دارد؛ از احساسات عمیق مؤلف نسبت به طریقت سامورایی گرفته تا بحث در خصوص معانی مراسم چای یا توضیح این که مثلاً قصری خاصی نام خود را چگونه حاصل کرده‌است. به علاوه، به نظر نمی‌رسد که کتاب به قصد نشر در محافل عمومی نگاشته شده باشد. در یکی از مقدمات، مؤلف می‌گوید که در انتها تمامی ۱۱ فصل به آتش افکنده شوند و سپس گفتهٔ پدر خویش را نقل می‌کند که می‌گوید: «پس از خواندن کتاب و امثال آن، بهتر است آن را در آتش‌افکنی یا به دور اندازی. گفته شده‌است، کتاب خواندن، کار دربار سلطنتی است؛ اما خاندان ناکانو با شهامت رزمی و به دست گرفتن گرزی از جنس چوب بلوط سروکار دارد.»
در هر حال، این مبحث به جای خود باقی می‌ماند که آیا به راستی تسونه‌تومو قصد داشت که ثمرهٔ هفت سال تلاش وی نادیده گرفته شود یا این فقط یک نوع اعتراض و فاش گویی است که در ادبیات شرقی غیرمعمول نیست؛ اما این نکته مسلم است که تسونه‌تومو هیچ‌گاه حتی فکرش را هم نمی‌کرد که کتابش عاقبت این چنین با حجم مخاطبان روبه‌رو شود. تسونه‌تومو یک سامورایی به معنای مطلق بود. تفکر و فلسفهٔ وی عمدتاً در قلمرو امارت نابه‌شیما باقی ماند و سالیان سال این کتاب جزو گنجینهٔ پنهان خاندان نابه‌شیما بود. هاگاکوره را می‌توان تبلور خلوص فکر تسونه‌تومو دانست. او هیچگاه بدان نیندیشید که افراط‌گرایی و شگرفی وی و فلسفه‌اش از منظر نگاه بیرونی با قضاوتی روبه‌رو خواهد شد و احتمالاً هیچگاه به این امر به مثابهٔ مانعی بر سر گسترش اندیشه‌اش نمی‌نگریست. مرشدان و نیز شاید موقعیت جغرافیایی وی، مشوق رادیکالیسم او بودند و اندیشهٔ واحدی که تفکر خود را بر آن متمرکز ساخته بود اندیشه‌ای نبود که قابل مصالحه یا قابل انصراف باشد.
تسونه‌تومو به مردن به مثابهٔ بزرگ‌ترین کاری که یک سامورایی می‌تواند برای امیر خویش انجام دهد، می‌نگریست؛ اما او رمانتیکی نبود که صرفاً در افکار تاریک غوطه‌ور باشد. تسونه‌تومو عمیقاً از وقایع و موضوعات پیرامون خویش آگاه بود و در چارچوب بینش خویش به این وقایع و مسائل پاسخ می‌داد و در هاگاکوره این را نشان داده‌است.
هاگاکوره از مدون‌ترین کتاب‌های نوشته شده دربارهٔ اصول و ظرافتهای بوشیدو است و طی سیصد سال اخیر به نوعی آیین‌نامهٔ سلحشوران ژاپن محسوب شده به‌طوری‌که به نوعی راه و رسم سامورایی‌ها را در دوران‌های جنگ و صلح مشخص ساخته‌است.
در اینجا به چند مورد آن اشاره می‌شود:
1. طریقت سامورایی مرگ است – آن‌جا که میان مردن و زنده‌ماندن دودل باشی، بی‌درنگ مرگ را برگزین!
2. همت در کارهای بزرگ بگذار – در مثل آمده‌است:”ماهی در آب پاک و زلال زنده نمی‌ماند”
3. راه کمال بی پایان است.
4. کسی که اشتباه نکند، اعتماد را نشاید.
5. آراسته بودن شیوهٔ زندگی سامورایی است.
6. در یاران شوربرانگیز! – سامورایی راستین هرگز نباید که پژمرده دل و افسرده جان بنماید.
7. ”برتری‌جویی” رسم و راه سامورایی است.
8. در خود بنگر.
9. در کار، جان و دل بگذار.
10. والایی بجوی.
11. حسابگری ناجوانمردی است.
12. در هفت نفس تصمیم بگیر.
13. فروتنان محبوبند.
14. زبان را نگاه دار.
15. زیردستان را آفرین کن.
16. سخن‌پذیر باش.
17. سخن نخستین، شکوفهٔ دل سامورایی است.
18. مرد تک‌فن به کار نیاید.
19. همیشه چون نخستین دیدار فروتن باش.
20. پیش از سخن گفتن، شنونده را بیازمای.
21. از نیایش باز نمان.
22. اگر هم می‌بازی، جانانه بباز.
23. هیچ کار را کوچک مگیر.
24. در کارهای بزرگ از چیزهای کوچک بگذر

## ترجمه به فارسی
کتاب هاگاکوره سه بار به زبان فارسی ترجمه شده و با مشخصات زیر به چاپ رسیده‌است:
- چونه‌تومو، یاماموتو، رسم و راه سامورایی: آیین‌نامۀ سلحشوران ژاپن (هاگاکوره)، پژوهش و ترجمه از هاشم رجب‌زاده، مشهد: مؤسسۀ چاپ و انتشارات آستان قدس رضوی، چاپ اول: ۱۳۷۱.
- چونه‌تومو، یاماموتو، هاگاکوره: کتاب سامورایی، ترجمۀ سید رضا حسینی، تهران: چشمه، چاپ اول: ۱۳۸۸.
- تسونه‌تومو یاماموتو، پنهان میان برگ‌ها «هاگاکوره»، ترجمه‌ی  سهراب آذرپرند، تهران: آینده دانش، چاپ اول: ۱۳۹۸.[۲]